# Errand d'Harcourt
Pour les articles homonymes, voir Harcourt (homonymie).
Errand d'Harcourt,  seigneur d'Harcourt et de Boissey-le-Châtel, est le fils d'Anquetil d'Harcourt et d'Eve de Boissey-le-Châtel. Il est parfois qualifié de baron d'Harcourt.
Il participe à la conquête de l'Angleterre aux côtés de Guillaume le Conquérant. Selon l'historien Jean le Féron, il revient dans son château d'Harcourt en 1078.
N'ayant pas de postérité de son mariage avec Emme d'Estouville, son frère cadet Robert Ier d'Harcourt lui succède comme  seigneur d'Harcourt.